# Asura modesta
Asura modesta är en fjärilsart som beskrevs av John Henry Leech 1899. Asura modesta ingår i släktet Asura och familjen björnspinnare. Inga underarter finns listade i Catalogue of Life.